# Резолюция Совета Безопасности ООН 1063
Резолюция Совета Безопасности Организации Объединённых Наций 1063 (код — S/RES/1063), принятая 28 июня 1996 года, после отзыва всех резолюций Совета Безопасности ООН и Генеральной Ассамблеи ООН по Гаити и прекращения деятельности Миссии ООН в Гаити (МООНГ) 30 июня 1996 года в соответствии с Резолюцией 1048 (1996), Совет постановил учредить Миссию ООН по поддержке в Гаити (МООНПГ) для подготовки национальной полиции и поддержания стабильной обстановки.
Совет Безопасности подтвердил важность создания полноценных профессиональных полицейских сил Гаити и возрождения правовой системы. В связи с этим была создана МООННСГ для поддержания стабильной обстановки и оказания помощи в подготовке новых полицейских сил, первоначально до 30 ноября 1996 года. Первоначально миссия должна была состоять из 300 полицейских и 600 военнослужащих. Гаити также должна была быстро получить дополнительную финансовую поддержку от международных институтов для восстановления страны.
Наконец, Генеральный секретарь ООН Бутрос Бутрос-Гали просил к 30 сентября 1996 года представить доклад о выполнении настоящей резолюции и изыскать дополнительные возможности для сокращения оперативных расходов МООННС.